# Утиный тест

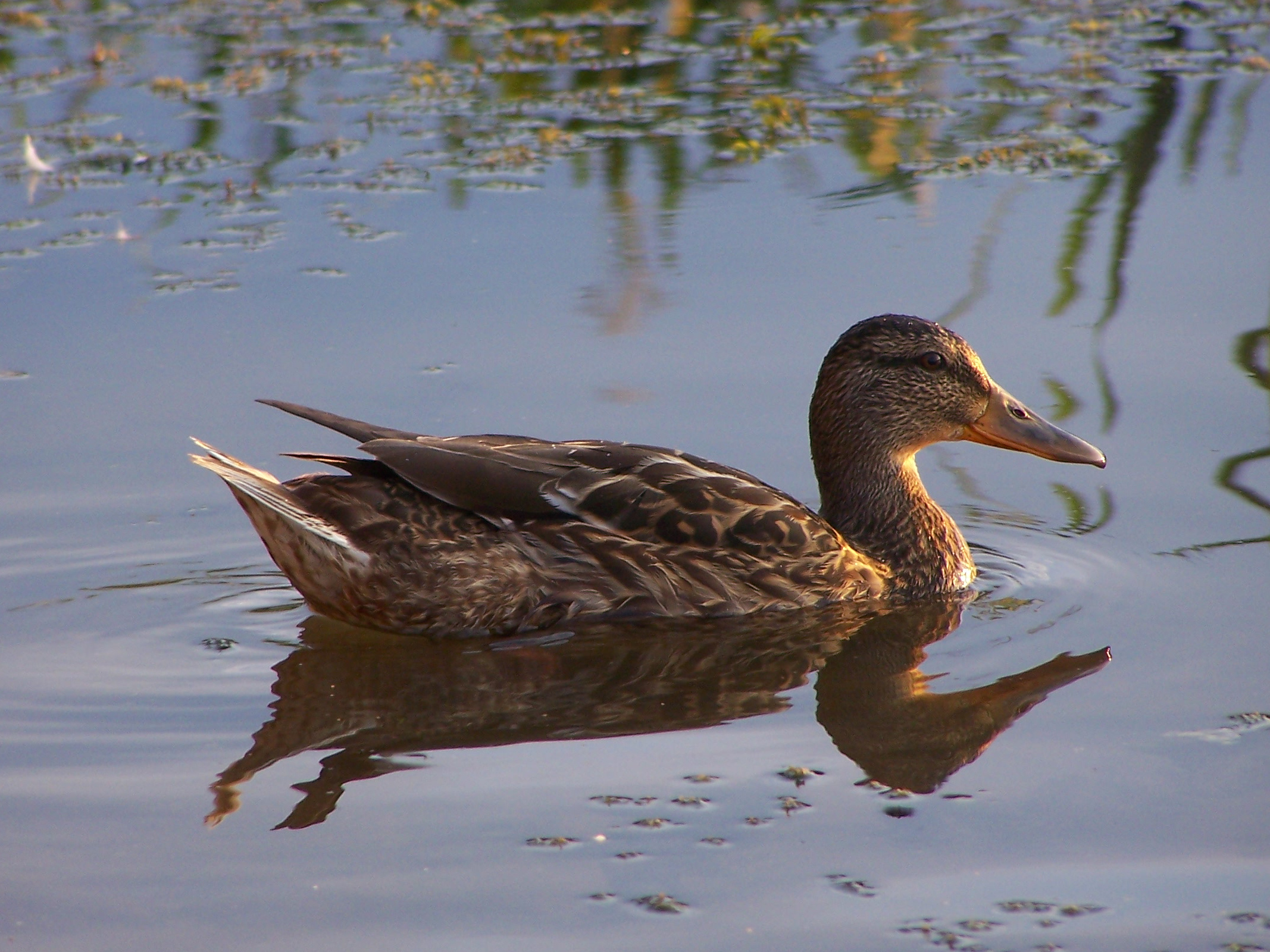
Пример логической последовательности теста: это выглядит как утка, плавает как утка и крякает как утка. Вероятно, это утка

Ути́ный тест, иногда дак-тест (англ. duck-test) — тест на очевидность происходящего. Подразумевает, что сущность какого-либо явления можно идентифицировать по типичным внешним признакам.
Суть теста выражается следующим утверждением:

Если это выглядит как утка, плавает как утка и крякает как утка, то это, вероятно, и есть утка.
Оригинальный текст (англ.)If it looks like a duck, swims like a duck and quacks like a duck, then it probably is a duck.

Выражение является калькой с английского и распространено в США и Великобритании.

## Происхождение

### Фраза
По одной версии, фраза является немного изменённым утверждением, которое впервые употребил американский поэт Джеймс Уиткомб Райли (1849—1916):

Когда я вижу птицу, которая ходит как утка, плавает как утка и крякает как утка, я называю эту птицу уткой.
Оригинальный текст (англ.)When I see a bird that walks like a duck and swims like a duck and quacks like a duck, I call that bird a duck.

По другой версии, авторство фразы принадлежит американскому священнослужителю Ричарду Кушингу.
Также существует версия, что происхождение фразы связано с маккартизмом и впервые она была произнесена Эмилем Мази, секретарём-казначеем Объединения работников автомобильной промышленности, на рабочей встрече 1946 года в качестве обоснования обвинения кого-либо в приверженности к коммунизму.

### Термин «утиный тест»
Словосочетание «утиный тест» впервые произнёс Ричард Паттерсон (англ. Richard Cunningham Patterson, Jr.), американский посол в Гватемале, в 1950 году. После объявления его персоной нон грата в Гватемале он объяснил американскому обществу, как, по его мнению, следует вычислять скрытых коммунистов (намекая на президента Гватемалы Хакобо Арбенса Гусмана, который впоследствии был свергнут в ходе переворота с участием ЦРУ): «Часто невозможно доказать судебными аргументами, что некий человек — коммунист. Для таких случаев я рекомендую практический метод — утиный тест». В 1950-е годы понятие «утиный тест» стало прочно ассоциироваться с сенатором Маккарти и его «охотой на ведьм».